# Tafeln von Botorrita
Als Tafeln von Botorrita wird eine Reihe von insgesamt vier Bronzetafeln bezeichnet, die im Laufe archäologischer Ausgrabungen in der alten keltiberischen Stadt Contrebia Belaisca im heutigen Ort Botorrita in der Provinz Saragossa, (Spanien) gefunden wurden. 
Alle vier Tafeln sind entsprechend ihrer Fundzeit von I bis IV nummeriert und befinden sich im Museo Provincial de Zaragoza. Sie bilden einen wichtigen Teil der äußerst spärlich belegten keltiberischen Sprache, insbesondere Botorrita I, auf der der bisher längste zusammenhängende Text in dieser Sprache überliefert ist.
Abgesehen von Botorrita II, die eine Inschrift in lateinischen Schriftzeichen enthält, zeigen die anderen drei Tafeln keltische Inschriften im iberischen Alphabet, einem Silbenalphabet, das durch den Kontakt zur iberischen Kultur übernommen wurde. 

## Botorrita I

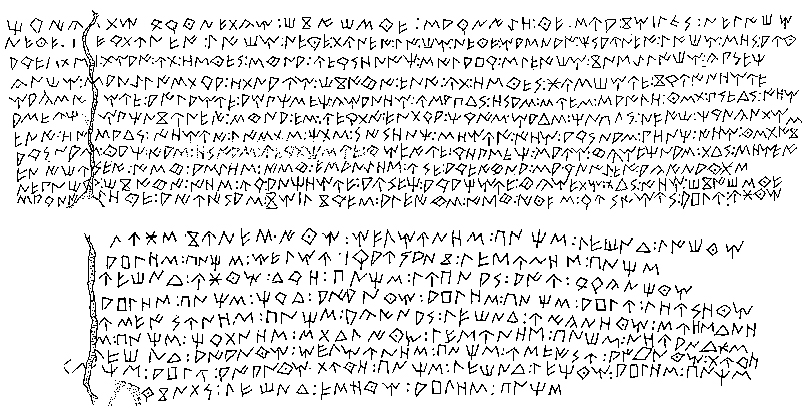
Inschrift auf der Tafel von Botorrita I

Die Tafel wurde 1970 in zerbrochenem Zustand ausgegraben. Datiert wird sie auf den Zeitraum zwischen dem Ende des 2. und Anfang des 1. Jahrhunderts v. Chr. Zusammengesetzt misst die Tafel etwa 40 cm Breite und 10 cm Höhe. Sie ist auf beiden Seiten beschrieben, es ist jedoch nicht auszuschließen, dass es sich um zwei unabhängige Dokumente handelt. 
Auf dieser Tafel, wie auch auf Botorrita III und IV, wurde das iberische Alphabet verwendet, das nicht dazu geeignet ist, alle keltiberischen Laute und Lautgruppen genau zu repräsentieren. (Zum Beispiel lässt es nicht den Unterschied zwischen  stimmhaften und stimmlosen Verschlusslauten erkennen. Auch bestimmte in der keltiberischen Sprache vorhandene Gruppen mit mehreren Konsonanten lassen sich mittels des iberischen Alphabets nur schwer repräsentieren.) In der Inschrift sind Wort- und Satzgrenzen deutlich markiert, was der Entzifferung entgegenkommt. 
Der Text wurde nach aufwendigen Restaurierungsarbeiten ins lateinische Alphabet transliteriert. Die neun Zeilen des als „Seite B“ bezeichneten Textes wurden erst später mit Hilfe von Botorrita II entziffert als eine Liste von Personen, von denen jede durch Vorname, Vatersname, Stamm bzw. Clan, Amtsbezeichnung und Heimatort identifiziert ist. Der Text auf „Seite A“ bleibt bis dato trotz zahlreicher Interpretationsversuche von Fachleuten (W. Meid, J. de la Hoz, J. F. Eska, H. Eichner u. a.) unübersetzt. Er besteht aus elf Zeilen und enthält mit großer Wahrscheinlichkeit eine Lex Sacra, also ein Gesetz religiöser Natur.

## Botorrita II

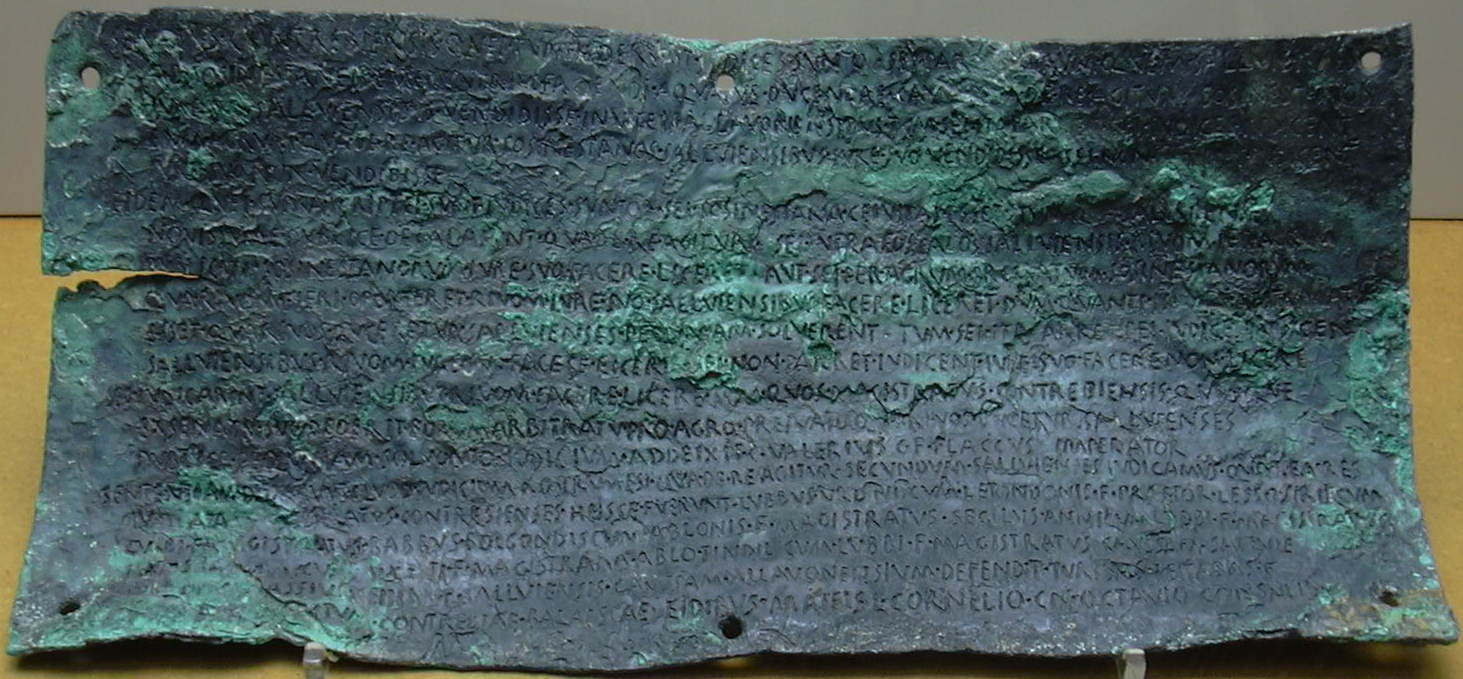
Tafel von Botorrita II im Museo Provincial de Zaragoza

Die auch als Tabula Contrebiensis (Tafel von Contrebia) bekannte Tafel wurde 1979 gefunden. Dabei handelt es sich um einen lateinischen Text, der exakt datiert werden kann, denn auf der Tafel steht ausdrücklich als Datum das Jahr, in dem L. Cornelius Cinna und Cn. Octavius römische Konsuln waren, und das entspricht dem Jahr 87 v. Chr.
Wenngleich auch nicht linguistisch direkt für das keltiberische Korpus relevant, ist diese Tafel dennoch bedeutsam als Hilfsmittel für die Interpretation der anderen Tafeln, und sie enthält wertvolle Informationen über die keltiberische Stadt Contrebia Belaisca und ihr Verwaltungssystem. Contrebia Belaisca war zu ihrer Zeit eine Art Hauptstadt, die ein bestimmtes Gebiet politisch und wirtschaftlich kontrollierte. Sie ist auch durch dort geprägte Münzen bekannt. Bei diesem juristischen Text handelt es sich um eine Entscheidung über einen Wasserstreit zwischen zwei Nachbarvölkern: die Einwohner der Gemeinden Salduie (heutiges Saragossa) und Alaun (heutige Gemeinde Alagón) unterwarfen sich der Entscheidung des Rates von Contrebia Belaisca. 

## Botorrita III
1992 gefunden, gilt diese Tafel bisher als das längste keltiberische Dokument. Allerdings hat sich die Inschrift als eine Liste von Eigennamen erwiesen, und deswegen ist ihre linguistische Relevanz gering.

## Botorrita IV
Diese Tafel wurde 1994 entdeckt. Bei dem Inhalt wird vermutet, dass es sich um einen ähnlichen Text wie auf Botorrita I handelt. Sie befindet sich in einem sehr schlechten Zustand und es sind kaum zwanzig Wörter lesbar, was auch eine genaue Datierung unmöglich macht. Aber durch den Vergleich mit den anderen Tafeln lässt sich annehmen, dass sie auch zwischen Ende des 2. und Anfang des 1. Jahrhunderts v. Chr. einzuordnen ist. 